# Cterissa sakaii
Cterissa sakaii är en kräftdjursart som beskrevs av L. Williams och E. Williams 1986. Cterissa sakaii ingår i släktet Cterissa och familjen Cymothoidae. Inga underarter finns listade i Catalogue of Life.